# Zamir
Zamir – staropolskie imię męskie. Imię to składa się z dwóch członów: Za ("za") oraz -mir ("pokój, spokój, dobro").